# يا المنفي (أغنية)
يا المنفي أغنية جزائرية قديمة يعود تاريخها إلى العام 1871 كتبها أحد أسرى ثورة المقراني الذين تمّ نفيهم إلى جزيرة كاليدونيا. تروي الأغنية مأساة عدد كبير من المقاومين والأسرى الجزائريين الذين تمّ ترحيلهم بين الأعوام 1864 و 1921. بدأً من المحكمة وصولاً إلى المنفى في جزيرة كاليدونيا، والمعاناة التي يعيشها وهو لا يعرف المصير الذي قد يواجهه.
قامت القوات الفرنسية بترحيل الثوار قسرًا من بلادهم إلى معسكرات العمل في جزيرة كاليدونيا في رحلات ملؤها المشقة ابتدأت من عام 1873 واستمرت حتى القرن الذي يليه، بدأت الرحلات من ميناء الجزائر وسلكت مسارات عدة كمسار رأس الرجاء الصالح ومسار قناة السويس حتى وصلت للجزيرة. الرحلة تحمل في طياتها كافة أشكال المعاناة كالجوع والبرد والاغتراب فمن المنفيين من لاقى حتفه بالطريق وألقي في البحر. وحين وصل الثوار لم تنته المعاناة؛ فقد واجهوا العمل الشاق والتمييز العنصري، وحين انتهى الاستعمار الفرنسي وجد أحفاد الجزائريون أنفسهم يبحثون عن هويتهم التي أفقدهم إياها الاستعمار ويشعرون بالحنين لوطنهم وعائلاتهم.
إشتهرت الأغنية بصوت الفنان الراحل رشيد طه كذلك بأصوات الثلاثي: فوديل، الشاب خالد ورشيد طه، وعرفت شهرة واسعة في مرحلة بعد الاستقلال.

## كلمات الأغنية
| الكلمات باللهجة الجزائرية | المعاني |  |
| --- | --- |  |
| قولوا لامي ما تبكيش.. يا المنفي ولدك ربي ما يخليهش.. يا المنفي وكي داخل في وسط بيبان.. يا المنفي والسبعة فيها الجدعان.. يا المنفي وقالولي كا شي دخان.. يا المنفي وانا في وسطهم دهشان.. يا المنفي قولوا لامى ما تبكيش.. يا المنفي ولدك ربي ما يخليهش.. يا المنفي كى داوني لتريبينال.. يا المنفي جدارمية كبار وصغار.. يا المنفي والسلسلة توزن قنطار.. يا المنفي وداربونى بعام ونهار.. يا المنفي قولوا لامي ما تبكيش.. يا المنفي ولدك ربي ما يخليهش.. يا المنفي ع الدخلة حفولي الراس.. يا المنفي واعطوني زاوره وباياس.. يا المنفي ويلفوا علينا العساس.. يا المنفي على ال8 تسمع صفار.. يا المنفي قولوا لامي ما تبكيش.. يا المنفي ولدك ربي ما يخليهش.. يا المنفي يا قلبي وشداك تعيف.. يا المنفي والصوبة دايما كيف كيف.. يا المنفي الجاميلة مغمر بالماء.. يا المنفي والجريلو عايم فيها.. يا المنفي قولوا لامي ما تبكيش.. يا المنفي ولدك ربي ما يخليهش.. يا المنفي اصبري يا امي ما تبكيش.. يا المنفي ولدك ربي ما يخليهش.. يا المنفي | قولوا لأمي ألا تبكي إن الله لن يتخلى عن ولدك عندما دخلت وجدت ابواب كثيرة والسباع (الرجال الأقوياء) هم الجدعان وقالوا لي هل لديك سجائر؟ وأنا كنت بينهم مذهولًا ومدهوشًا وعندما أخذوني للمحكمة والجندرمة (الدرك أو الشرطة العسكرية) عددها كثير كبار وصغار والسلسلة (التي كنت مقيدا بها) تزن قنطارًا (ثقيلة جدا) وحكموا علي بسنة ويوم عندما دخلت المعتقل حلقوا لي رأسي وأعطوني غطاء وحصيرًا من القصب للنوم وطوال الليل العسس أو العساكر تمر عليهم وفى الساعة الثامنة يطلقون صفارتهم لكى ننام ويا قلبي (يسأل نفسه) ما بك لا تريد أن تأكل فالشوربة (وهي الطعام في المعتقل) هي هي ولن تتغير فالقاميلة (صحن السجناء والجند) الذي نأكل فيها مليء بالماء والصراصير عائمة عليه قولوا لأمي ألا تبكي إن الله لن يتخلى عن ولدك اصبري يا أمي ولا تبكي إن الله لن يتخلى عن ولدك |  |

## وصلات خارجية
- أغنية «يا المنفي» بصوت آكلي يحياتن . على يوتيوب